# Humane
Humane è un film del 2024 diretto da Caitlin Cronenberg, al suo esordio alla regia di un lungometraggio.
Il film, interpretato da Jay Baruchel, Emily Hampshire, Sebastian Chacon, Alanna Bale, Sirena Gulamgaus, Uni Park, Enrico Colantoni e Peter Gallagher, è il primo lungometraggio della fotografa Caitling Cronberg, figlia del regista canadese David Cronenberg. Il film, distribuito nelle sale il 26 aprile 2024, combina elementi di horror e thriller distopico con il dramma familiare per affrontare il tema della crisi climatica.

## Trama
Nel mezzo di una crisi ambientale che ha costretto i governi di tutto il mondo a imporre l'eutanasia volontaria e obbligatoria come mezzo di controllo demografico, l'ex conduttore televisivo Charles York convoca i suoi quattro figli adulti a cena a casa sua con la seconda moglie, la celebre cuoca Dawn Kim. Tra i figli ci sono il controverso antropologo Jared York, la controversa CEO di un'azienda farmaceutica Rachel York, l'attrice in difficoltà Ashley York, il tossicodipendente in via di recupero Noah York e la figlia piccola di Rachel, Mia. Scoppia una lite in famiglia quando Charles annuncia che lui e Dawn si sono volontariamente arruolati nel programma di eutanasia del Dipartimento per la Strategia Cittadina (D.O.C.S.). Dawn in seguito riesce a scappare e a fuggire dopo aver cambiato idea. Bob del Dipartimento per la Strategia Cittadina arriva con agenti armati del D.O.C.S. Scoppia un'altra accesa discussione quando scoprono che Charles ha programmato l'eutanasia per quella stessa sera, con tutti i presenti.
Con Dawn ormai assente, Charles tenta di riprogrammare il suo appuntamento. Bob presenta a Charles dei documenti di disdetta che congelerebbero i beni della famiglia e smaschererebbero pubblicamente Charles come traditore, così decide di procedere. Dopo la morte di Charles, Bob informa la famiglia che, per legge, deve ritirare un secondo corpo, come inizialmente promesso. Bob porta Mia, che è esente dall'eutanasia perché minorenne, fuori casa, mentre ai quattro York vengono concesse due ore per decidere chi di loro morirà. Jared suggerisce di far morire Noah perché è stato adottato e rappresenta un peso deludente per la famiglia, avendo ucciso una donna in un incidente d'auto. Rachel tenta di accoltellare Noah, ma lui si difende. Si verificano diversi scontri violenti mentre Noah lotta per difendersi fisicamente dai suoi fratelli. Alla fine, tutti lo trattengono.
Dopo aver ricevuto un messaggio da lui, la fidanzata di Noah, Grace Dawson, arriva a casa. Nel panico per la situazione, Grace scatena un putiferio che finisce quando un agente del D.O.C.S. le spara, uccidendola. Noah si libera e si ribella ai suoi fratelli, sferrando colpi di pugnale e tentando di soffocarli. Rendendosi conto che sono sul punto di uccidersi a vicenda, Rachel si offre volontaria per l'eutanasia. Jared sostiene che dovrebbe essere lui il volontario perché ha abbandonato la sua prima moglie e suo figlio Lucas. Noah riunisce tutti proponendo di uccidere Bob al suo posto.
I fratelli attirano Bob e gli agenti del D.O.C.S. in casa, dove vengono disarmati e presi in ostaggio. Tuttavia, Ashley muore per le ferite riportate mentre lottava con Noah. I fratelli praticano l'eutanasia all'agente che ha sparato a Grace. Bob ammette che Dawn è stata presa in custodia e ora è trattenuta presso la sede centrale del D.O.C.S. Bob continua a contrattare disperatamente e a minacciare mentre Noah si prepara a iniettargli il farmaco per l'eutanasia. La telecamera si oscura.
Qualche tempo dopo, Jared, Rachel, Mia, Dawn e il figlio di Jared, Lucas, assistono a un concerto di pianoforte eseguito da Noah, un tempo promettente virtuoso. Bob, ferito e malconcio, appare in uno spot televisivo in cui la propaganda governativa sostiene che Ashley e Grace si siano arruolate per sottoporsi volontariamente all'eutanasia.

## Produzione
Nel dicembre 2021, viene annunciato che Caitlin Cronenberg avrebbe diretto il thriller Humane, scritto e prodotto da Michael Sparaga, attraverso la sua compagnia Victory Man Productions, e prodotto esecutivamente da Martin Katz e Karen Wookey di Prospero Pictures. Nel novembre 2022, Jay Baruchel, Emily Hampshire e Peter Gallagher, vengono annunciati come parte del cast principale. Le riprese principali sono iniziate il 17 ottobre 2022 ad Hamilton, in Ontario, e si sono protratte per 20 giorni, comprese le riprese effettuate al castello di Ravenscliffe per la durata di 17 giorni.

## Distribuzione

### Data di uscita
Humane è stato distribuito in Canada da Elevation Pictures e negli Stati Uniti da IFC Films il 26 aprile 2024. È stato inoltre trasmesso da Shudder il 26 luglio 2024 e da Hulu il 26 gennaio 2025. È stato distribuito su Paramount+ nel Regno Unito, Francia e Irlanda il 10 gennaio 2025 e su HBO Asia il 6 giugno 2025.

### Divieti
Negli Stati Uniti d'America la MPAA ha classificato il film come vietato ai minori di 17 anni non accompagnati da un adulto (R) per scene contenenti forte violenza e linguaggio non appropriato.

### Edizione italiana
La direzione del doppiaggio è di Valerio Sacco e i dialoghi italiani sono curati da Marco Guadagno per conto di 3Cycle che si è occupata anche della sonorizzazione.

## Accoglienza

### Incassi
Il film, in Canada, ha incassato un totale di 44509 $.

### Critica
Sul sito web aggregatore di recensioni Rotten Tomatoes, il 75% delle 60 recensioni dei critici è positivo, con una valutazione media di 6,2/10. Il consenso del sito web recita: "I contorti brividi psicologici di Humane sono abbastanza divertenti da distrarre dai suoi tentativi, a volte imbarazzanti, di bilanciare il commento sociopolitico con l'horror concettuale". Metacritic, che utilizza una media ponderata, ha assegnato al film un punteggio di 59 su 100, basato su 12 critici, indicando recensioni "miste o nella media".
Owen Gleiberman di Variety del film scrive con entusiasmo: "Cronenberg mette in scena Humane con una coraggiosa concretezza, con chiari accenni alle questioni della sorveglianza aziendale e ai mali degli appalti privati, e con un occhio attento agli intrighi e ai segreti nascosti negli angoli vittoriani di quella casa". Una recensione di Richard Roeper sul Chicago Sun-Times, in cui il critico assegna tre stelle su quattro al film, afferma: "Ci sono alcune scene deliziosamente schizzinose, ma questo è principalmente un thriller psicologico, un aggiornamento/variazione di La caduta della casa degli Usher". John Anderson di The Wall Street Journal scrive: "Gli appassionati di horror hardcore troveranno la loro dose di caos in Humane, anche se, nel suo stile modesto e ordinato, il film potrebbe anche entrarvi nel cuore". Alissa Wilkinson di The New York Times del film ha scritto: "È una storia stranamente appiccicosa, che è rimasta impressa anche dopo la fine del film". Brian Tallerico su RogerEbert.com, che ha assegnato al film due stelle su quattro, sostiene: "La maggior parte degli aspetti intelligenti di Humane risiede ai margini – incluso forse il fatto che Cronenberg abbia realizzato un film che, almeno in parte, parla di nepotismo – principalmente nel modo in cui butta i personaggi fuori dalla loro torre d'avorio e poi li guarda litigare nel fango per chi ne risalirà. Gli spunti di riflessione sociale insiti in Humane sono indubbiamente intriganti, ma troppi risultano superficiali, flirtando con idee di privilegio senza avere molto da dire al riguardo." David Ehrlich di IndieWire ha definito il film: "un thriller acuto ma leggero", mentre Shaina Weatherhead di Collider ha elogiato gli aspetti dark comedy del film.

## Riconoscimenti
- 2025 - Canadian Screen Awards
  - Candidatura ai migliori costumi ad Hanna Puley
  - Candidatura al miglior acconciatore a Leanne Morrison e Stracey Millar
  - Candidatura al miglior trucco a Rachel Affolter, Alexandra Anger e Monica Pavez
  - Candidatura alla miglior direzione artistica/progettazione della produzione a Brian Garvey, Andrea Perez Leon e David Edgar
- 2025 - Canadian Screen Music Awards
  - Candidatura alla miglior colonna sonora originale per un lungometraggio narrativo a Todor Kobakov